# Picture Rocks (Arizona)
Picture Rocks è una località degli Stati Uniti d'America, situata nella Contea di Pima, nello Stato dell'Arizona.